# Теніно (Вашингтон)
Теніно (англ. Tenino) — місто (англ. city) в США, в окрузі Тюрстон штату Вашингтон. Населення — 1870 осіб (2020).

## Географія
Теніно розташоване за координатами 46°51′14″ пн. ш. 122°51′37″ зх. д. / 46.85389° пн. ш. 122.86028° зх. д. (46.853829, -122.860375).  За даними Бюро перепису населення США в 2010 році місто мало площу 3,72 км², уся площа — суходіл.

## Демографія
Згідно з переписом 2010 року, у місті мешкало 1695 осіб у 691 домогосподарстві у складі 440 родин. Густота населення становила 455 осіб/км².  Було 740 помешкань (199/км²).
Расовий склад населення:
| - 90,7 % — білих - 1,2 % — азіатів - 0,9 % — корінних американців - 0,3 % — вихідців з тихоокеанських островів - 0,2 % — чорних або афроамериканців - 2,1 % — осіб інших рас |

До двох чи більше рас належало 4,6 %. Частка іспаномовних становила 7,4 % від усіх жителів.
За віковим діапазоном населення розподілялося таким чином: 25,4 % — особи молодші 18 років, 61,6 % — особи у віці 18—64 років, 13,0 % — особи у віці 65 років та старші. Медіана віку мешканця становила 36,8 року. На 100 осіб жіночої статі у місті припадало 87,5 чоловіків;  на 100 жінок у віці від 18 років та старших — 83,3 чоловіків також старших 18 років.
Середній дохід на одне домашнє господарство  становив 58 478 доларів США (медіана — 50 184), а середній дохід на одну сім'ю — 61 161 долар (медіана — 58 889). Медіана доходів становила 49 038 доларів для чоловіків та 43 409 доларів для жінок. За межею бідності перебувало 16,1 % осіб, у тому числі 24,8 % дітей у віці до 18 років та 17,2 % осіб у віці 65 років та старших.
Цивільне працевлаштоване населення становило 819 осіб. Основні галузі зайнятості: освіта, охорона здоров'я та соціальна допомога — 20,8 %, публічна адміністрація — 17,5 %, роздрібна торгівля — 12,9 %, мистецтво, розваги та відпочинок — 10,6 %.